# Haim Aviv
Haim Aviv (en hebreo: חיים אביב‎) (nacido como Haim Greenspan en Rumania en 1940) fue un científico israelí que se especializó en el campo de la biología molecular. Se considera que Aviv tiene un papel fundamental en la configuración de la industria biotecnológica en Israel, ya que estuvo ampliamente involucrado en la misma desde finales de la década de 1970 hasta su muerte en 2021.

## Nacimiento y educación
Aviv nació en Arad (Rumania) en el año 1940 y emigró a Israel a la edad de diez años. Se crio en la ciudad de Rejovot, donde residió hasta su muerte en 2021. Cuando tenía poco más de veinte años, desarrolló un interés por el campo de la agricultura y planeó un futuro en este campo, casi sin conexión con la ciencia. Después de completar una maestría en la Facultad de Agricultura de la Universidad Hebrea de Jerusalén, inició sus estudios de doctorado en el Instituto Weizmann de Ciencias en Rehovot. Al principio, Aviv estaba interesado en el estudio de la biología vegetal, pero pronto quedó fascinado con la biología molecular. En 1970, Aviv completó su doctorado, que se centraba en la síntesis de proteínas. Posteriormente le ofrecieron una beca postdoctoral en los Institutos Nacionales de Salud (NIH) de EE. UU., en el laboratorio del Dr. Philip Leder. En 1973 regresó a Israel, al Instituto Weizmann de Ciencias, como científico senior y luego fue nombrado profesor asociado con titularidad.
En su tiempo libre, Aviv estudió judaísmo e historia judía, especialmente del Holocausto. También se dedicaba a la colección de libros antiguos judaicos.

## Trabajo académico
Durante su trabajo de investigación en los Institutos Nacionales de Salud, Aviv se centró en la investigación de los procesos moleculares relacionados con la diferenciación y el control de la síntesis de globinas e inmunoglobulinas, bajo la dirección del doctor Philip Leder. Este trabajo se publicaría en una serie de artículos, algunos de los cuales estarían entre los más citados en el campo de la biología molecular durante décadas.
Aviv desarrolló un método para la purificación del ARN mensajero (ARNm) que permitió investigar los mecanismos de control de la traducción del ARN en proteínas y también estudió el papel del ARNm en la diferenciación de células y tejidos. En cooperación con el laboratorio de Edward Scolnick, realizó una investigación que primero permitiría sintetizar ADN complementario (ADNc), un método que luego se utilizaría ampliamente en la investigación de los mecanismos de control genético. Después de su regreso a Israel, continuaría estudiando el campo de la diferenciación y síntesis de ARNm.
A finales de la década de 1970, Aviv ingresó al campo del ADN recombinante (ingeniería genética) y a la investigación aplicada, y produjo un microorganismo (E. coli) que contenía el gen de la hormona de crecimiento bovino. El método patentado que desarrolló se utiliza para la producción industrial de la hormona del crecimiento, con el fin de aumentar la producción de leche de las vacas. La hormona del crecimiento bovino se utiliza ampliamente en la industria láctea actual.

## Avances de la industria biotecnológica israelí
En 1980, Aviv iniciaría y pondría en marcha la "Biotechnology General Corp.", la primera empresa israelí de biotecnología centrada en ADN recombinante (ingeniería genética), la cual existe hasta el día de hoy. La fundación de esta empresa sería impulsada por Ephraim Katzir, expresidente de Israel, y contaría con el apoyo de un grupo de inversores liderados por el Sr. Fred Adler, uno de los principales capitalistas de riesgo.
Después de retirarse de la "Biotechnology General Ltd.", Aviv fundó "Diatech Ltd." que se especializaba en herramientas de diagnóstico médico, y "Pharmos Corp.", en la que se desempeñó como presidente y director ejecutivo. Pharmos se centró inicialmente en el desarrollo de fármacos para el tratamiento de enfermedades oculares (Lotemax), pero sería más conocido por su trabajo posterior para desarrollar un fármaco innovador inventado por el profesor Raphael Mechoulam de la Universidad Hebrea de Jerusalén (Dexanabinol ), un canabinoide sintético para tratar víctimas de lesiones en la cabeza.
A pesar de los resultados prometedores de los ensayos clínicos de fase 2, los ensayos clínicos de fase 3 a gran escala no cumplieron con las expectativas. La falta de éxito de las pruebas provocó una respuesta negativa de los inversores de la empresa y de los medios de comunicación israelitas. Aviv dejó su puesto en Pharmos en el año 2007. Sin embargo, estos ensayos clínicos siguen siendo a día de hoy los ensayos más importantes realizados en el campo del tratamiento farmacéutico de las lesiones craneanas. A pesar de ello, las lesiones traumáticas graves en la cabeza siguen siendo a día de hoy un desafío médico.
En 2000, Aviv fundó "Predix Corp.", que se centró en el desarrollo de productos farmacéuticos utilizando informatización avanzada y algoritmos tridimensionales, inventados por el Dr. Oren Becker.
A partir de 2011, Aviv centró su trabajo en la empresa "Herbamed Ltd.", como presidente y accionista mayoritario. Herbamed es una empresa israelita que desarrolla productos alimenticios que apoyan la salud (alimentos funcionales) y nutracéuticos, los cuales se basan en investigaciones científicas y evidencia clínica. Los productos se comercializan como barritas y bebidas bajo la marca Nutravida. El segmento de alimentos funcionales es un campo en rápido crecimiento, que se espera que tenga un efecto fundamental en el bienestar de la población.
Además de su puesto en Herbamed, Aviv también forma parte de la junta directiva de Yeda Research and Development Company Ltd., que es la rama comercial del Instituto Weizmann de Ciencias, la Universidad Ben-Gurion del Negev y en varias empresas del campo del desarrollo de fármacos y de dispositivos médicos.
También, presidió y fue miembro del Comité Nacional de Biotecnología de Israel y otros comités asesores sobre este tema. Entre sus principales recomendaciones estaba la creación de fondos de inversión específicos con la ayuda de financiación gubernamental, recomendación que actualmente se está implementando con la fundación de dos fondos a gran escala que incluyen ayuda gubernamental.